# Thomas James

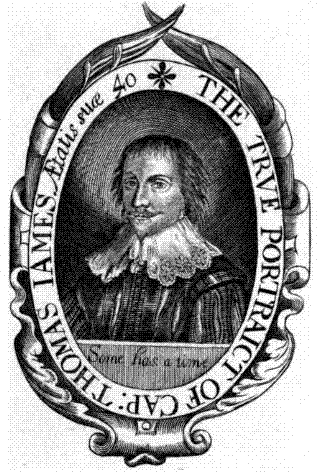
Thomas James

Thomas James (ur. 1593, zm. 1635) – angielski żeglarz i odkrywca. James przeszedł do historii jako organizator i kapitan wyprawy na subarktyczne wody Ameryki Północnej.
Wyprawa wyruszyła z Anglii 1 maja 1631 (dokładnie dwa dni przed wypłynięciem konkurencyjnej ekipy Luke'a Foxe'a). W miesiąc później dotarła do Ziemi Baffina, gdzie spotkano i połączono się z konkurencyjną wyprawą. Wspólnie pożeglowali przez Cieśninę Hudsona, a następnie na wody Zatoki Hudsona. Wyprawy się rozdzieliły, gdy statek Foxe'a, uległ uszkodzeniu. Foxe zakotwiczył u ujścia rzeki Nelson i pozostał tam przez dwa tygodnie - czas niezbędny dla dokonania napraw. James w tym czasie pożeglował na południe, gdzie odkrył ujście rzeki Severn, a następnie przylądek Henrietta Maria. 
Po ponownym, krótkim spotkaniu z Foxe'm, wyprawy się rozdzieliły. James popłynął na południe, gdzie miał nadzieję znaleźć wymarzone przejście na Ocean Spokojny. W ten sposób odkrył Zatokę Jamesa. Tam zastała go zima. Kapitan został zmuszony do zatopienia okrętu (aby uniknąć zniszczenia statku przez lód) i przezimowania na niegościnnym lądzie. W czasie długiej zimy zbudowano dużą łódź na wypadek, gdyby nie udało się odzyskać statku. Po nadejściu wiosny szczęśliwie odzyskano statek, lecz jego stan techniczny nie był zadowalający. Wprawdzie James próbował pójść w ślady Foxe'a, żeglując na północ, lecz nie zdołał dotrzeć tak daleko jak ten pierwszy. Wobec piętrzących się trudności postanowiono powrócić do Anglii, którą osiągniętą niemal w rok po powrocie wyprawy Foxe'a. 
Obie wyprawy udowodniły, iż Przejście Północno-Zachodnie nie jest oczekiwaną drogą do Azji.